# Rörramning
Rörramning är en schaktfri metod som innebär att ett stålrör slås genom marken med hjälp av en tryckluftsdriven hammare. Vid slagningen förses röret med en skyddande slagring som skär genom marken och även kan användas för att injektera borrvätska som minskar rörets friktion mot marken.
När röret är på plats rensas det från jord och sten med tryckluft eller genom spolning med vatten. Rörramning fungerar bäst då inga större stenar finns i marken. Metoden kan användas i de flesta jordarter samt under grundvattennivån. 
Metoden används vid schaktfri ledningsbyggnad, till exempel då ledningar eller skyddsrör ska dras genom väg- eller järnvägsbankar.

## Tekniska data
| Max ledningsdiameter | 2000 mm                                        |
| Max längd            | 50 meter                                       |
| Rörmaterial          | Stål                                           |
| Utrymmesbehov        | Stabilt och torrt startschakt                  |
| Begränsningar        | Block och stenar som är större än rördiametern |